# 최병주
최병주(崔丙柱, 1903년 ~ ? )는 대한민국의 대법관 출신의 정치인이다. 제2대 국회의원을 지냈다. 본관은 삭녕.
1930년 경성제국대학 법문학부를 졸업하고, 일본 고등문관시험 사법과에 합격하여, 대법관을 역임하였다. 1950년 2대 국회의원에 당선되었으나, 한국 전쟁 때 납북되었다. 
2008년 민족문제연구소에서 친일인명사전에 수록하기 위해 정리한 친일인명사전 수록예정자 명단 사법 분야에 선정되었다.

## 역대 선거 결과
| 실시년도 | 선거   | 대수 | 직책     | 선거구      | 정당   | 득표수   | 득표율          | 순위 | 당락 | 비고 |
| -------- | ------ | ---- | -------- | ----------- | ------ | -------- | --------------- | ---- | ---- | ---- |
| 1950년   | 총선   | 2대  | 국회의원 | 전북 부안군 | 무소속 | 14,017표 | \| \| 29.16% \| | 1위  |      | 초선 |
|          | 29.16% |      |          |             |        |          |                 |      |      |      |

## 참고 자료
- 최병주 - 대한민국헌정회